# Monlezun
 Monlezun  là một xã thuộc tỉnh Gers trong vùng Occitanie tây nam nước Pháp. Xã này có độ cao trung bình 252 mét trên mực nước biển.